# Mikel Agu
Mikel Ndubusi Agu (Benin City, 27 maggio 1993) è un calciatore nigeriano, centrocampista svincolato.

## Caratteristiche tecniche
È un mediano che può giocare al centro della difesa.

## Carriera

### Nazionale
Il 1º giugno 2017 ha esordito con la nazionale nigeriana in un match vinto 3-0 contro il Togo.

## Statistiche

### Presenze e reti nei club
Statistiche aggiornate al 3 giugno 2017.
| Stagione        | Squadra         | Campionato      | Campionato | Campionato | Coppe nazionali | Coppe nazionali | Coppe nazionali | Coppe continentali | Coppe continentali | Coppe continentali | Altre coppe | Altre coppe | Altre coppe | Totale | Totale |
| Stagione        | Squadra         | Comp            | Pres       | Reti       | Comp            | Pres            | Reti            | Comp               | Pres               | Reti               | Comp        | Pres        | Reti        | Pres   | Reti   |
| --------------- | --------------- | --------------- | ---------- | ---------- | --------------- | --------------- | --------------- | ------------------ | ------------------ | ------------------ | ----------- | ----------- | ----------- | ------ | ------ |
| 2012-2013       | Porto B         | SL              | 32         | 1          |                 | -               | -               |                    | -                  | -                  |             | -           | -           | 32     | 1      |
| 2013-2014       | Porto B         | SL              | 33         | 1          |                 | -               | -               |                    | -                  | -                  |             | -           | -           | 33     | 1      |
| 2013-2014       | Porto           | PL              | 2          | 0          | TP+TL           | 0               | 0               | UCL+UEL            | 0                  | 0                  |             | -           | -           | 2      | 0      |
| 2014-2015       | Porto B         | SL              | 3          | 0          |                 | -               | -               |                    | -                  | -                  |             | -           | -           | 3      | 0      |
| 2015-2016       | Porto B         | SL              | 1          | 0          |                 | -               | -               |                    | -                  | -                  |             | -           | -           | 1      | 0      |
| Totale Porto B  | Totale Porto B  | Totale Porto B  | 69         | 2          |                 | -               | -               |                    | -                  | -                  |             | -           | -           | 69     | 2      |
| 2015-2016       | Club Bruges     | PL              | 2          | 0          | CB              | 0               | 0               | UEL                | 0                  | 0                  |             | -           | -           | 2      | 0      |
| 2016-2017       | Vitória Setúbal | PL              | 27         | 0          | TP+TL           | 2+5             | 0               |                    | -                  | -                  |             | -           | -           | 34     | 0      |
| Totale carriera | Totale carriera | Totale carriera | 100        | 2          |                 | 7               | 0               |                    | 0                  | 0                  |             | -           | -           | 107    | 2      |

### Cronologia presenze e reti in nazionale
| Cronologia completa delle presenze e delle reti in nazionale ― Nigeria | Cronologia completa delle presenze e delle reti in nazionale ― Nigeria | Cronologia completa delle presenze e delle reti in nazionale ― Nigeria | Cronologia completa delle presenze e delle reti in nazionale ― Nigeria | Cronologia completa delle presenze e delle reti in nazionale ― Nigeria | Cronologia completa delle presenze e delle reti in nazionale ― Nigeria | Cronologia completa delle presenze e delle reti in nazionale ― Nigeria | Cronologia completa delle presenze e delle reti in nazionale ― Nigeria |
| Data                                                                   | Città                                                                  | In casa                                                                | Risultato                                                              | Ospiti                                                                 | Competizione                                                           | Reti                                                                   | Note                                                                   |
| ---------------------------------------------------------------------- | ---------------------------------------------------------------------- | ---------------------------------------------------------------------- | ---------------------------------------------------------------------- | ---------------------------------------------------------------------- | ---------------------------------------------------------------------- | ---------------------------------------------------------------------- | ---------------------------------------------------------------------- |
| 1-6-2017                                                               | Saint-Leu-la-Forêt                                                     | Nigeria                                                                | 3 – 0                                                                  | Togo                                                                   | Amichevole                                                             | -                                                                      | 83’                                                                    |
| 1-9-2017                                                               | Uyo                                                                    | Nigeria                                                                | 4 – 0                                                                  | Camerun                                                                | Qual. Mondiali 2018                                                    | -                                                                      | 68’                                                                    |
| 4-9-2017                                                               | Yaoundé                                                                | Camerun                                                                | 1 – 1                                                                  | Nigeria                                                                | Qual. Mondiali 2018                                                    | -                                                                      | 65’                                                                    |
| 7-10-2017                                                              | Uyo                                                                    | Nigeria                                                                | 1 – 0                                                                  | Zambia                                                                 | Qual. Mondiali 2018                                                    | -                                                                      | 30’ 35’                                                                |
| 27-3-2018                                                              | Londra                                                                 | Nigeria                                                                | 0 – 2                                                                  | Serbia                                                                 | Amichevole                                                             | -                                                                      | 85’                                                                    |
| 28-5-2018                                                              | Port Harcourt                                                          | Nigeria                                                                | 1 – 1                                                                  | RD del Congo                                                           | Amichevole                                                             | -                                                                      | 46’                                                                    |
| 20-11-2018                                                             | Asaba                                                                  | Nigeria                                                                | 0 – 0                                                                  | Uganda                                                                 | Amichevole                                                             | -                                                                      |                                                                        |
| 9-10-2020                                                              | Klagenfurt                                                             | Nigeria                                                                | 0 – 1                                                                  | Algeria                                                                | Amichevole                                                             | -                                                                      | 46’                                                                    |
| Totale                                                                 |                                                                        | Presenze                                                               | 8                                                                      |                                                                        | Reti                                                                   | 0                                                                      |                                                                        |